# Jolanta Stalmach-Chylińska
Jolanta Stalmach-Chylińska (ur. 3 sierpnia 1960 w Warszawie) – polska lekkoatletka, sprinterka i płotkarka, czterokrotna mistrzyni Polski.

## Kariera
Startowała na mistrzostwach Europy w 1978 w Pradze. Odpadła w eliminacjach biegu na 200 metrów oraz zajęła wraz z koleżankami 5. miejsce w finale sztafety 4 × 100 metrów. W finale Pucharu Europy w 1985 w Moskwie zajęła 5. miejsce w sztafecie 4 × 400 metrów.
Mistrzyni Polski w biegu na 400 metrów przez płotki w 1984, w sztafecie 4 × 100 metrów w 1978 i 1979 oraz w sztafecie 4 × 400 metrów w 1983. Wicemistrzyni w biegu na 200 metrów w 1979 oraz w biegu na 400 metrów przez płotki w 1983, 1995 i 1986.
Rekordy życiowe:
| Konkurencja                     | Data i miejsce             | Wynik |
| ------------------------------- | -------------------------- | ----- |
| bieg na 100 metrów              | 4 września 1979, Budapeszt | 11,55 |
| bieg na 200 metrów              | 5 września 1979, Budapeszt | 23,30 |
| bieg na 400 metrów              | 17 czerwca 1986, Warszawa  | 53,12 |
| bieg na 100 metrów przez płotki | 5 sierpnia 1979, Warszawa  | 13,84 |
| bieg na 400 metrów przez płotki | 30 sierpnia 1985, Kobe     | 55,89 |

Była zawodniczką Gwardii Warszawa.